# ميغان كونولي (ممثلة)
ميغان كونولي (بالإنجليزية: Megan Connolly)‏ هي ممثلة أسترالية، ولدت في 9 أبريل 1974 في نيوساوث ويلز في أستراليا، وتوفيت في 6 سبتمبر 2001 بسبب جرعة زائدة.

## وصلات خارجية
- ميغان كونولي على موقع IMDb (الإنجليزية)
- ميغان كونولي على موقع قاعدة بيانات الفيلم (الإنجليزية)